# 骏河隆背蟹
骏河隆背蟹（学名：Carcinoplax surugensis）为长脚蟹科隆背蟹属的动物。分布于日本，包括东海等海域，生活环境为海水，常栖息于60-120米水深的泥沙质海底。其生存的海拔范围为-120至-60米。